# Rhytidodus decimusquartus
Rhytidodus decimusquartus is een dwergcicade uit de onderfamilie Eurymelinae. Larven en imagines leven vrij op de bladeren van de zwarte populier (Populus nigra). Het kan tot opvallende vervormingen leiden. 

## Voorkomen
Rhytidodus decimusquartus komt met name voor in Europa en Nieuw-Zeeland. Het is ook een aantal maal gevonden in Noord- en Zuid-Amerika.